# Gabriele Amorth
Gabriele Amorth (ur. 1 maja 1925 w Modenie, zm. 16 września 2016 w Rzymie) – włoski paulista, duchowny Kościoła katolickiego, od 1985 oficjalny egzorcysta watykański i diecezji rzymskiej, pisarz, autor międzynarodowych bestsellerów.

## Życiorys
Podczas II wojny światowej walczył w Brygadzie Italia, katolickiej formacji partyzanckiej. W uznaniu zasług otrzymał krzyż wojenny za waleczność. Trzykrotnie aresztowany. Od 1945 r. członek Chrześcijańskiej Demokracji, bliski współpracownik Giulio Andreottiego. Po ukończeniu studiów prawniczych wstąpił do zgromadzenia paulistów. Został wyświęcony na prezbitera 24 stycznia 1954 roku. Doktor prawa, kapłan Towarzystwa Świętego Pawła (pauliści). Dziennikarz (m.in. redaktor naczelny miesięcznika Madre di Dio), prawnik, mariolog. Członek Papieskiej Międzynarodowej Akademii Maryjnej. Inicjator poświęcenia Włoch Niepokalanemu Sercu NMP. Został mianowany egzorcystą w 1985. Jego nauczycielem był o. Candido Amantini. Założyciel Międzynarodowego Stowarzyszenia Egzorcystów, którego był prezesem aż do przejścia na emeryturę w wieku 75 lat w roku 2000. Współpracownik św. Ojca Pio. Zmarł 16 września 2016 roku w Rzymie w wyniku problemów z płucami. Liturgia pogrzebowa została odprawiona w rzymskim Sanktuarium Królowej Apostołów, w krypcie obok doczesnych szczątków założyciela paulistów bł. Jakuba Alberionego. Pochowany na rzymskim cmentarzu Laurentina, w kwaterze paulistów.

## Publikacje (wybrane)
- La mia battaglia con Dio contro Satana, wyd. pol. Tajemnice egzorcysty, przeł. Krzysztof Stopa, Wyd. 1. Częstochowa: Edycja Świętego Pawła, 2018, ss. 248, ISBN 978-83-7797-024-9.
- Un esorcista racconta, wyd. pol. Wyznania egzorcysty, przeł. o. Franciszek Gołębiowski OP, Wyd. 1. Częstochowa Edycja Świętego Pawła, 1997, ss. 222, ISBN 83-7168-701-X.
- Nuovi racconti di un esorcista, wyd. pol. Nowe wyznania egzorcysty, przeł. Władysława Zasiura, Wyd.1. Częstochowa, Edycja Świętego Pawła, 1998, ss. 224, ISBN 83-7168-720-6.
- Esorcisti e psichiatri (wyd polskie: Egzorcyści i psychiatrzy). Witold Wiśniowski SSP (tłum). Wyd. 1. Częstochowa: Edycja Świętego Pawła, 1999. ISBN 83-7168-721-4. OCLC 62751363. (wł. • pol.). Brak numerów stron w książce

- Świadectwo egzorcysty, Wydawnictwo Salwator, 2008.
- Memorie di un esorcista, wyd. pol. Wspomnienia egzorcysty. Moje życie w walce z Szatanem, s.272, Wydawnictwo Replika, 2022,  ISBN 978-83-67295-12-3
- Ukryta w uśmiechu: mistyczka i stygmatyczka Alexandrina da Costa. Anna Popławska (tłum.). Kraków: Wydawnictwo Św. Stanisława BM, 2013. ISBN 83-7422-542-4. OCLC 857959253. (pol.). Brak numerów stron w książce
- Spotkałem Szatana. Z najsłynniejszym egzorcystą świata rozmawia ks. Sławomir Sznurkowski SSP, Wyd. 1. Częstochowa: Edycja Świętego Pawła, 2014, ss. 256, ISBN 978-83-7797-256-4
- Nie daj się zwyciężyć złu! Rozmawia ks. Sławomir Sznurkowski SSP, Wyd. 1: Częstochowa: Edycja Świętego Pawła, 2017, ss.152, ISBN 978-83-7797-508-4
- Dio piu bello del diavolo. Wyd. pol. Bóg jest piękniejszy od diabła. Testament duchowy. Wyd. 1. Częstochowa: Edycja Świętego Pawła, 2016, ss. 200, ISBN 978-83-7797-521-3
- Vade retro Satana! Wyd. pol. Odejdź ode mnie, Szatanie! Wyd. 1 Częstochowa: Edycja Świętego Pawła, 2013, ss.96, ISBN 978-83-7797-229-8
- Maryja nadzieją mojego życia. wyd. 1: Częstochowa: Edycja Świętego Pawła, 2017, ss.168, ISBN 978-83-7797-726-2
- Il Vangelo di Maria. Wyd. pol. Ewangelia Maryi. Kobieta, która pokonała zło. Wyd. 2. Częstochowa: Edycja Świętego Pawła, 2013, ss. 144, ISBN 978-83-7797-164-2
- Piu forti del male. Wyd. pol. Silniejsi od zła. Jak rozpoznać, zwyciężyć i unikać Szatana. Wyd. 1: Częstochowa: Edycja Świętego Pawła, 2012, ss. 208, ISBN 978-83-7424-865-5
- Bóg nas kocha każdego dnia. Myśli na każdy dzień roku. Wyd. 1: Edycja Świętego Pawła, 2018, ss. 408, ISBN 978-83-7797-907-5